# Fiodor Suchacki
Fiodor Suchacki (ros. Фёдор Сухацкий; ur. 13 kwietnia 1991 w Kemerowie) – rosyjski siatkarz, grający na pozycji przyjmującego. Od sezonu 2019/2020 występuje w drużynie Neftjanik Orenburg.